# Festival de télévision de Monte-Carlo 2007
 (novembre 2016).
Le Festival de télévision de Monte-Carlo 2007, 47e édition du festival, s'est déroulé du 10 au 14 juin 2007.

## Palmarès[1]

### Programme long fiction
- Meilleur programme long de fiction : Des fleurs pour Algernon[2]  France
- Meilleure mise en scène : Tom Hooper pour Longford  États-Unis
- Meilleur scénario : Peter Morgan pour Longford  États-Unis
- Meilleur acteur : Julien Boisselier dans Des fleurs pour Algernon  France
- Meilleure actrice : Sally Hawkins dans Persuasion  Royaume-Uni

### Actualités
- Meilleurs grands reportages d'actualités : Iranian Kidney Bargain Sale  Suède et Iraq :  Agony of a Nation  France
- Meilleur reportage du journal télévisé : Bangladesh Ship Breakers, Five News   Royaume-Uni
- Meilleur reportage en direct : Lebanon Crisis, BBC News 24  Royaume-Uni

### Mini-séries
- Meilleure mini-série : Bon Voyage  Royaume-Uni
- Meilleure actrice : Jane Horrocks dans The Amazing Mrs Pritchard  Royaume-Uni
- Meilleur acteur : Chiwetel Ejiofor dans Tsunami : Les Jours d'après  Royaume-Uni

### Séries TV - Comédie
- Meilleurs producteurs internationaux : Laurence Bowen, Philip Clarke, Greg Boardman pour Suburban Shootout  Royaume-Uni
- Meilleure actrice : Jaime Pressly dans My Name Is Earl  États-Unis
- Meilleur acteur : Peter Davison dans Fear, Stress and Anger  Royaume-Uni
- Meilleurs producteurs européens : Phil Clarke, Andrew O'Connor, Sam Bain, Jesse Armstrong et Robert Popper pour  Peep Show  Royaume-Uni

### Série TV - Dramatique
- Meilleurs producteurs internationaux : Damon Lindelof, Carlton Cuse et Jack Bender pour Lost : Les Disparus  États-Unis
- Meilleure actrice : Sonja Richter dans Performances  Danemark
- Meilleur acteur : Andrew Lincoln dans Afterlife  Royaume-Uni
- Meilleurs producteurs européens : Jane Featherstone, Matthew Graham, Claire Parker et Cameron Roach pour Life on Mars  Royaume-Uni

### Prix de l'Audience internationale
- Meilleure série TV - drame : Les Experts  États-Unis
- Meilleure série TV - comédie : Desperate Housewives  États-Unis
- Meilleure Telenovela - Soap Opera : The Bold and the Beautiful  États-Unis

### Prix spéciaux
- Prix spécial prince Rainier III : A World Without Water  Royaume-Uni
- Prix URTI - grand prix international du documentaire d'auteur : Texas, la Mort par Injection  Allemagne
- Prix AMADE-UNESCO : The Moon's Child  Italie
- Prix du Comité international de la Croix-Rouge : A Secret Genocide  France
- Prix de la Croix-Rouge monégasque : Not All Were Murderers  Allemagne
- Prix SIGNIS : On the Road to Santiago-Brothers III  Autriche